# Raul Manhães de Castro

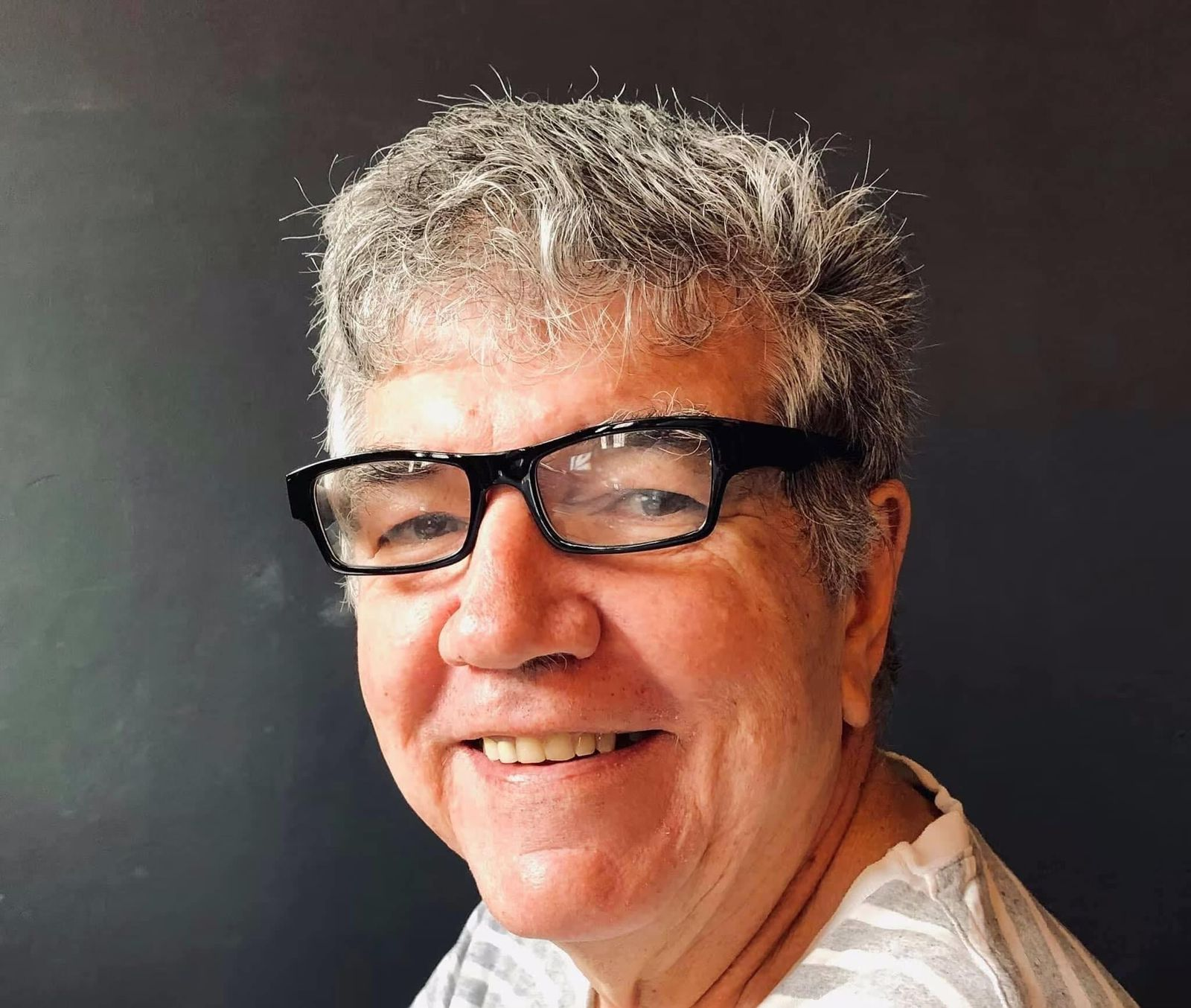
Raul Manhães de Castro

Raul Manhães de Castro (Rio de Janeiro, 17 fevereiro de 1956) é um médico brasileiro e professor emérito da Universidade Federal de Pernambuco (UFPE). Membro titular do Comitê de Assessoramento de Nutrição e Saúde Coletiva do Conselho Nacional de Desenvolvimento Científico e Tecnológico, no período de 2023 a 2026.
Atualmente, ocupa a cadeira, cujo patrono é Josué de Castro, na Academia Pernambucana de Ciências. Raul fez parte do laboratório de fisiologia da nutrição, do departamento de Nutrição da UFPE, sob orientação da médica nutróloga Naíde Teodósio. Ele atua como professor e pesquisador na área de nutrição experimental. Participou da fundação do atual laboratório de pesquisa intitulado Unidade de Estudos em Nutrição e Plasticidade Fenotípica (UENPF), onde exerce suas atividades de ensino, pesquisa e extensão.

## Biografia
Raul Manhães de Castro nasceu em 17 de fevereiro de 1956, no Rio de Janeiro, antigo Estado da Guanabara. Filho único de Waldemir Pereira de Castro e Maria Eunice Manhães de Castro. O seu pai, recifense de origem humilde, cresceu no município de Cabaceiras, Paraíba, onde morou com a sua avó. Ainda em Cabaceiras, Waldemir conheceu as dificuldades nutricionais do período e região e, em busca de melhores oportunidades, e da mesma forma que seu irmão Antônio, foi para o estado do Rio de Janeiro, onde se alistou como fuzileiro naval. No Rio, em São João de Meriti, na baixada fluminense, Waldemir conheceu a mãe de Raul, dona Eunice, também de origem simples. O casamento dos mesmos aconteceu em 1955, ano anterior ao nascimento de Raul.
Seus pais e Raul viveram no Rio de Janeiro até 1966, ano este em que se mudaram para o Sertão da Paraíba e, logo em seguida, para o Estado de Pernambuco, morando de favor na casa de seus tios no Recife. Nesta cidade, seu pai conseguiu o trabalho como motorista e a sua mãe como costureira. Seu pai Waldemir passou-lhe o interesse por leitura, enquanto a sua mãe lhe ensinou a visão política de classe. Graças à sua avó paterna, Ermira Pereira de Castro (dona Ermira), aos 10 anos, Raul pôde conhecer um pouco da vida de seu falecido avô paterno, João Pereira de Castro, que atuava como ator em filmes mudos, na antiga Escola de Cinema do Recife. Assim, também conheceu as histórias sobre os cangaceiros, em especial Antônio Silvino, Padre Cicero e as adversidades alimentares e nutricionais passadas no sertão nordestino, em razão da seca.

## Carreira
Raul cursou o ensino fundamental no Colégio Metropolitano - RJ, e o ensino médio no Ginasio Pernambucano. Raul formou-se em medicina pela Faculdade de Medicina da UFPE em 1981. Em 1991, concluiu o mestrado no Programa de Pós-graduação em Nutrição, pela UFPE. No período de 1992 a 1995, em Paris, na França, realizou seu doutorado, obtendo o título de Doutor em "Sciences de la Vie", na área de farmacologia experimental e clínica, pela 'Université Pierre et Marie Curie'. Neste mesmo período, realizou estágio de pesquisa no Instituto Pasteur, sob orientação do Dr. Gilles Fillion.
Em 1984, iniciou a carreira docente no departamento de nutrição da UFPE, ministrando as disciplinas de fisiologia geral e fisiologia da nutrição. Após o seu retorno da França, em 1995, passou a lecionar em cursos de pós-graduação. Raul orientou, até hoje, centenas de estudantes em nível de iniciação científica, mestrado e doutorado.
Entre 2000 e 2003, foi vice-coordenador do Programa de Pós-Graduação em Nutrição. Em 2003, assumiu o cargo de coordenação do programa, onde permaneceu durante dois mandatos. Durante este período, o programa teve notas destacáveis na avaliação da Coordenação de Aperfeiçoamento de Pessoal de Nível Superior (CAPES), elevando-se do conceito 4 para 5, no primeiro mandato, e da nota 5 para 6, no segundo mandato. Entre 2016 e 2018, assumiu a chefia do Departamento de Nutrição.
Em 2007, dirigiu o II Fórum de Coordenadores de Programas de Pós-graduação em Nutrição , evento que congregou todos os programas da área no país, em Recife, e foi fundamental para a obtenção de uma área específica para a pós-graduação na CAPES, a área de nutrição.
Desde o seu ingresso na universidade brasileira, Raul contribuiu para o crescimento do Departamento de Nutrição da UFPE, bem como para o campo da pesquisa em Nutrição, Neurociências e Plasticidade Fenotípica. Na pesquisa, sempre fez parte de grupos de estudos associados à nutrição, neuropsicofarmacologia e imunidade (NNI). Nesta atividade, foram formados diversos pesquisadores nas áreas da neurociências e nutrição, que estão espalhados pelo país e fora dele.
Ao longo de sua carreira acadêmica, Raul Manhães de Castro tem conduzido estudos científicos envolvendo grupos de estudantes e professores, incluindo orientação em projetos de iniciação científica, mestrado, doutorado e pós-doutorado. Atualmente, sua pesquisa abrange temas relacionados à plasticidade fenotípica. Nesta área, destaca-se como um dos pioneiros em Pernambuco e no Brasil. Esta temática refere-se à Origem Desenvolvimentista da Saúde e da Doença (do inglês "Developmental Origins of Health and Disease", DOHaD). Raul consolida-se como um dos principais representantes desta linha de estudos em Pernambuco.
Durante a sua atuação profissional, Raul Manhães de Castro recebeu algumas honrarias. Entre elas, estão a homenagem realizada na Câmara de Vereadores do Recife, em 2019, e o título de professor emérito da UFPE, recebido no mesmo ano. Raul é membro da Academia Pernambucana de Ciências e sócio titular do Instituto Pernambucano de História da Medicina (IPHM). Atualmente, é membro titular do Comitê de Assessoramento de Saúde Coletiva e Nutrição (CA-SN) do CNPq. Além disso, em 2022, foi eleito membro honorário da Associação DOHaD Brasil. Também é membro permanente do Programa de Pós-Graduação em Nutrição (Posnutri) e do Programa de Pós-Graduação em Neuropsiquiatria e Ciências do Comportamento (Posneuro) da UFPE. Nestes programas, desenvolve estudos em neurociências, com ênfase nas repercussões precoces e tardias de manipulações ambientais perinatais. Esta ampla linha de pesquisa envolve estudos relacionados às áreas de nutrição, psicologia, fisioterapia e neurociências.